# جيا فاريل
جيا فاريل (بالإنجليزية: Gia Farrell)‏ هي مغنية مؤلفة وملحنة ومغنية أمريكية، ولدت في 9 فبراير 1989 في سوفرن في الولايات المتحدة.

## وصلات خارجية
- الموقع الرسمي
- جيا فاريل على موقع IMDb (الإنجليزية)
- جيا فاريل على موقع ميوزك برينز (الإنجليزية)
- جيا فاريل على موقع ديسكوغز (الإنجليزية)